# (19719) Glasser
(19719) Glasser (1999 VB9) – planetoida z pasa głównego asteroid okrążająca Słońce w ciągu 5,01 lat w średniej odległości 2,93 j.a. Odkryta 9 listopada 1999 roku.